# Heksavalentni hrom
Heksavalentni hrom (hrom VI) su hemijska jedinjenja koja sadrže element hroma u +6 oksidacionom stanju. Skoro sve hromne rude se prerađuju putem heksavalentnog hroma, specifično soli natrijum dihromata. Približno 136000 tona heksavalentnog hroma je proizvedeno 1985. Druga heksavalentna jedinjenja hroma su hrom trioksid i razne soli hromata i dihromata. Heksavalentna (CrVI) jedinjenja hroma postoje u nekoliko formi. Heksavalentni hrom se koristi za proizvodnju nerđajućih čelika, tekstilnih boja, prezervativa drveta, sredstava za štavljenje kože, antikorozivne zaštite, kao i u nizu specijalizovanih upotreba. Heksavalentni hrom se takođe formira pri varenju nerđajućeg čelika ili topljenju hromnog metala. U tim situacijama hrom nije originalno heksavalentan, ali se na visokim temperaturama oksiduje do heksavalentnog stanja.
Heksavalentni hrom je ljudski karcinogen, ako se unese u telo udisanjem. Radnici mnogih različitih zanimanja su izloženi heksavalentnom hromu. Poznato je da se problematična izlaganja javljaju među radnicima koji rukuju proizvodima sa hromnim sadržajem, kao i među variocima, i ljudima koji vrše brušenje i lemljenje nerđajućeg čelika. U Evropskoj uniji, upotreba heksavalentnog hroma na elektronskoj opremi je u znatnoj meri zabranjena Direktivom o restrikciji hazardnih supstanci.

## Spoljašnje veze
- Opasnost od heksavalentnog hroma
- Hromna toksičnost Архивирано на веб-сајту  (16. новембар 2019)